# Euxenus punctatus
Espèce
Euxenus punctatus est une espèce d'insectes coléoptères appartenant à la famille des Anthribidae.